# Maksymilian Ciężki

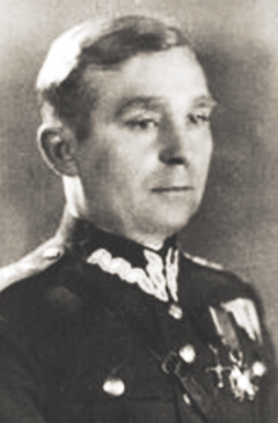
Maksymilian Ciężki

Maksymilian Ciężki [maksɨˈmiljan ˈt͡ɕjɛ̃ʂki], anhörenⓘ (* 24. November 1898 in Samter, Provinz Posen; † 9. November 1951 in London) war vor dem Zweiten Weltkrieg stellvertretender Chef des polnischen Biuro Szyfrów (BS) (deutsch: „Chiffrenbüro“) und zugleich Chef des speziell für Deutschland zuständigen Referats BS4. Hierdurch und durch seine Rolle beim Geheimtreffen französischer, britischer und polnischer Codeknacker Ende Juli 1939 im Kabaty-Wald von Pyry (siehe Treffen von Pyry) trug er wesentlich dazu bei, dass in der Folge die britischen Codebreaker im englischen Bletchley Park den von der deutschen Wehrmacht mithilfe der Rotor-Schlüsselmaschine Enigma verschlüsselten Nachrichtenverkehr entziffern konnten.

## Leben

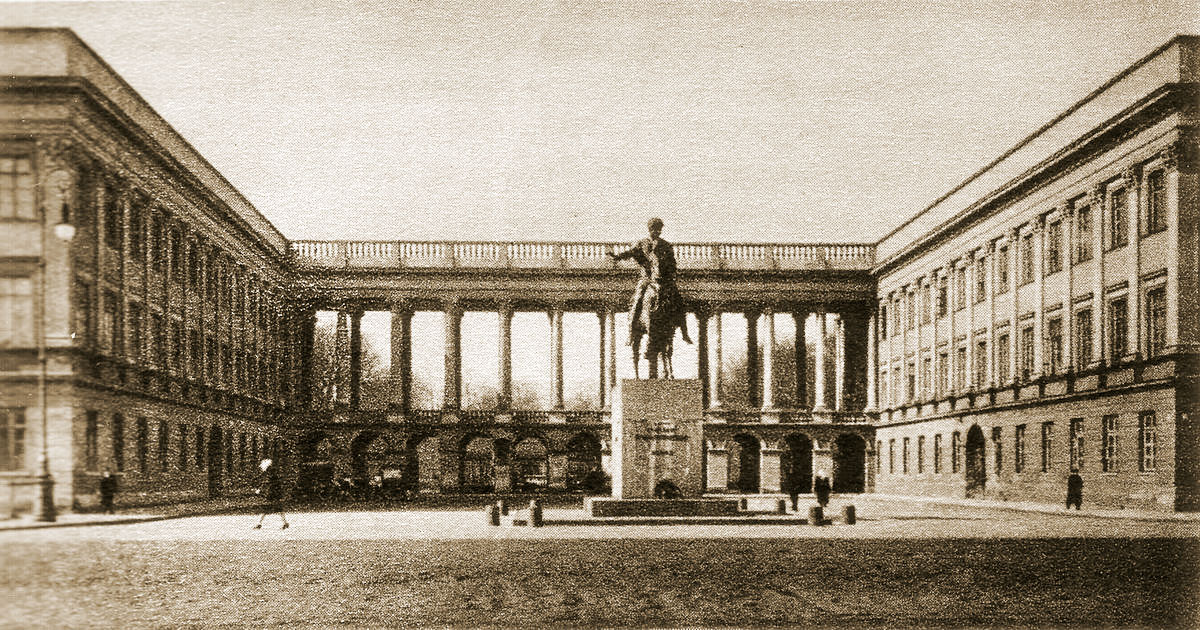
Maksymilian Ciężki arbeitete im Sächsischen Palais (poln. Pałac Saski) in Warschau, das Sitz des Biuro Szyfrów war

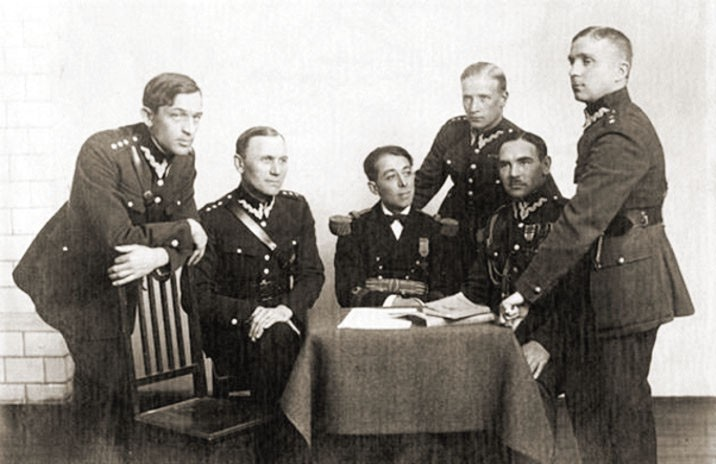
Mitarbeiter des Biuro Szyfrów (vor 1928). Ganz rechts steht Maksymilian Ciężki, neben ihm sitzend Franciszek Pokorny.

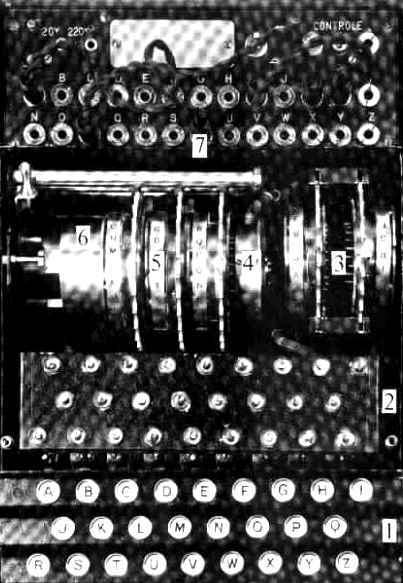
Beim polnischen Enigma-Nachbau, von dem Mitte der 1930er Jahre mindestens 15 Stück gefertigt wurden, waren Tasten (1), Lampen (2) und Steckbuchsen (7), wie bei der deutschen Enigma-C, einfach alphabetisch angeordnet.

Maksymilian wurde als eines von neun Kindern in der damals zum Deutschen Kaiserreich gehörenden Provinz Posen geboren. Nach dem Wunsch seines Vaters sollte er einmal den elterlichen Bauernhof übernehmen und wurde daher auf eine Landwirtschaftsschule geschickt. Bei Ausbruch des Ersten Weltkriegs war er erst 15 Jahre alt. Drei Jahre später, im Juni 1917, wurde er zum Dienst ins kaiserliche Heer einberufen und an der deutschen Ostfront eingesetzt. Zuletzt, nach dem Frieden von Brest-Litowsk, arbeitete er von Februar bis November 1918 in einer Nachrichtenabteilung im thüringischen Ohrdruf. Nach dem Krieg kehrte er in seine kurz darauf polnisch werdende Geburtsstadt Szamotuły zurück.
Ab 1919 besuchte er die Fernmelde-Offizierschule in Zegrze, etwa 30 km nördlich von Warschau, und diente ab 1921 in einer Nachrichteneinheit der polnischen Armee sowie in deren zentraler Funkstelle in der polnischen Hauptstadt, bevor er 1923 zum Generalstab abkommandiert wurde. Im Januar 1929 wurde er zur Ausbildung in Kryptologie an die Universität Poznań, der bis 1919 Königlichen Akademie zu Posen, geschickt. Hier lernte er seine späteren Mitarbeiter, die drei jungen Mathematiker Marian Rejewski, Jerzy Różycki und Henryk Zygalski, kennen. Im Herbst des Jahres 1930 wurde für acht Studenten, die den Kurs mit den besten Ergebnissen abgeschlossen hatten, in Poznań eine Außenstelle des BS eingerichtet, die zum 1. September 1932 nach Warschau ins dortige Sächsische Palais (poln. Pałac Saski) verlegt wurde. Es gelang seinen Mitarbeitern Rejewski, Różycki und Zygalski unter seiner Leitung im BS4 noch im selben Jahr der erste Einbruch in die von der deutschen Reichswehr zur Verschlüsselung ihres geheimen Nachrichtenverkehrs eingesetzten Enigma-Maschine.
Die kryptanalytischen Erfolge des BS4 konnten, trotz der von deutscher Seite immer wieder neu eingeführten kryptographischen Komplikationen, bis 1939 kontinuierlich fortgeführt werden, während sich zeitgleich französische und britische Stellen vergeblich um die Entzifferung der Enigma bemühten. Die polnischen Spezialisten hatten sich außer Enigma-Nachbauten auch zwei speziell zur Entzifferung dienende Maschinen konstruiert, genannt Zyklometer und Bomba, die zwei beziehungsweise dreimal zwei hintereinander geschaltete und um jeweils drei Drehpositionen versetzte Enigma-Maschinen verkörperten. Kurz vor dem deutschen Überfall auf ihr Land und angesichts der akut drohenden Gefahr, entschlossen sie sich, ihr gesamtes Wissen über die erkannten Schwächen der Maschine und der deutschen Verfahren sowie ihre bewährten Methoden zu deren Entzifferung und auch Entzifferungsergebnisse an ihre Verbündeten weiterzugeben. Am 26. und 27. Juli 1939 kam es zum Pyry-Geheimtreffen französischer, britischer und polnischer Codeknacker im Wald von Pyry etwa 20 km südlich von Warschau, bei dem Maksymilian Ciężki zusammen mit seinen Mitarbeitern den verblüfften Briten und Franzosen die polnischen Methodiken offenlegte.
Kurz darauf, im September 1939, nach dem deutschen Überfall auf Polen, musste Major Ciężki, wie alle Mitarbeiter des BS, sein Land verlassen, floh über Rumänien und fand zunächst Asyl in Frankreich, wo er zusammen mit vielen seiner Kollegen im „PC Bruno“, einer geheimen nachrichtendienstlichen Einrichtung der Alliierten in der Nähe von Paris, seine erfolgreiche kryptanalytische Arbeit gegen die Enigma fortsetzen konnte. Mit der deutschen Offensive gegen Frankreich im Juni 1940 musste er erneut vor der anrückenden Wehrmacht flüchten und fand einen neuen Standort (Tarnname: „Cadix“) bei Uzès in der freien südlichen Zone Frankreichs.
Im März 1943, beim Versuch aus dem inzwischen von deutschen Truppen komplett besetzten Frankreich ins benachbarte Spanien zu fliehen, wurde er von der SS gefangen genommen und interniert. Trotz intensiver Verhöre gelang es ihm, sein Wissen über die Enigma und deren Bruch geheim zu halten. Nach dem Krieg, den er mit Glück überlebte, teilte er das Schicksal vieler polnischer Helden, die nach 1945 nicht in ihr Land zurückkehrten. Ihm wurde sogar im Jahr 1946 durch das inzwischen kommunistisch regierte Polen die polnische Staatsangehörigkeit entzogen. Ciężki ließ sich enttäuscht und verbittert in Wales nieder. Er starb noch nicht einmal 53-jährig an Lungenkrebs.

## Posthume Ehrung

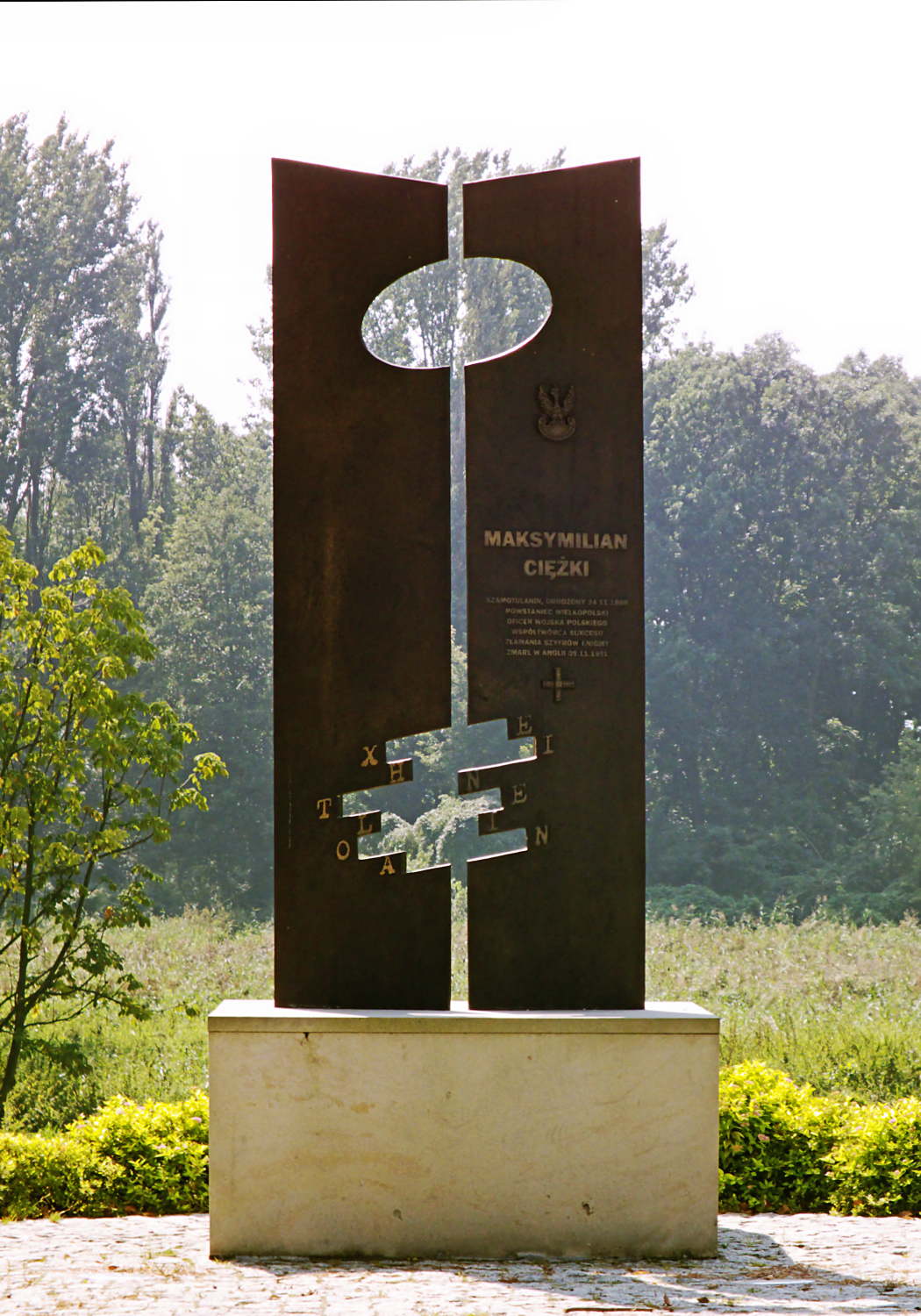
Ehrenmal für Maksymilian Ciężki in Szamotuły

Seine Staatsbürgerschaft und auch seine Ehre wurden erst nach seinem Tod wiederhergestellt. Am 23. November 2008 wurden seine sterblichen Überreste ins heimatliche Szamotuły überführt, wo ihm zu Ehren ein Denkmal errichtet wurde.